# Black Island (Wilhelm-Archipel)
Black Island (englisch für Schwarze Insel, in Argentinien und Chile gleichbedeutend Isla Negra) ist eine etwa 300 m lange Insel vor der Kiew-Halbinsel an der Graham-Küste des Grahamlands auf der Antarktischen Halbinsel. Sie liegt unmittelbar südwestlich der Insel Skua Island in der Gruppe der Argentinischen Inseln des Wilhelm-Archipels, von der sie durch den Black Island Channel getrennt ist.
Kartiert und deskriptiv benannt wurde die Insel 1935 bei der British Graham Land Expedition (1934–1937) unter der Leitung des australischen Polarforschers John Rymill.